# 미국 적십자사

로고

미국 적십자사(영어: American Red Cross, ARC, The American National Red Cross)는 미국의 적십자사이다. 클라라 바턴에 의해 1881년에 설립되었으며, 국제 적십자사·적신월사 연맹 설립 당초부터 가맹되어 있다.
이 단체는 여러 서비스와 개발 프로그램을 제공한다.